# Hayat El Garaa
Hayat El Garaa (en arabe : حياة الكرعة), née le 2 mars 1996 à Témara, est une athlète handisport marocaine concourant en F41 pour les athlètes de petite stature. Ses deux sœurs Najat et Laila El Garaa sont également des sportives de haut-niveau ; il en est de même pour son frère Mohamed.

## Carrière
Lors des Jeux paralympiques d'été de 2020, El Garaa remporte la médaille de bronze du lancer du disque F41 derrière la Tunisienne Raoua Tlili et sa compatriote Youssra Karim. Aux Jeux de 2016, elle avait terminé 5e de la même épreuve.
Aux Jeux de la Francophonie de 2023 à Kinshasa, elle remporte la médaille d'argent du lancer du poids F40-F41 ainsi que du lancer du disque F40-F41.